# Druid

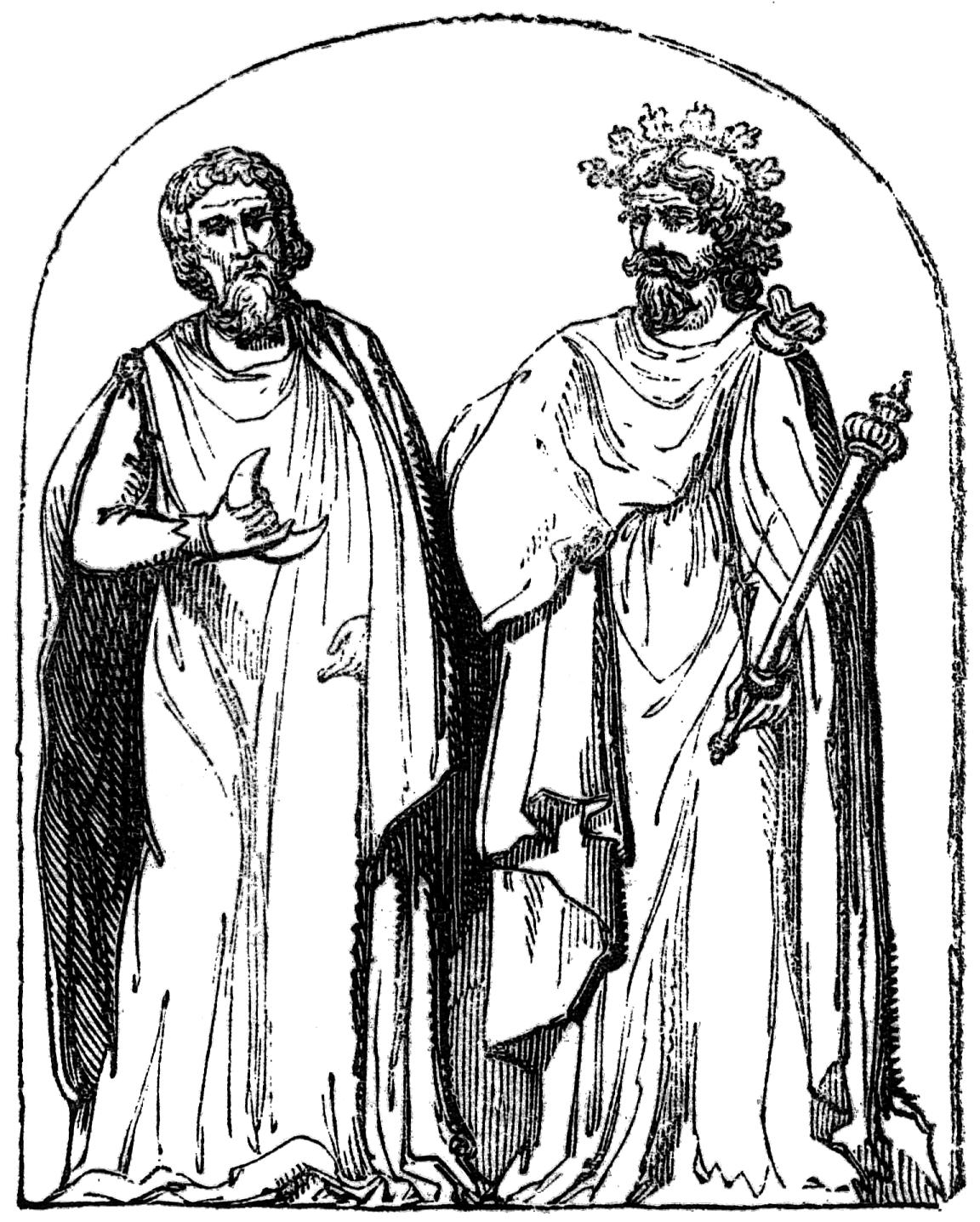
Två druider. Från en publikation från 1845, baserad på en relief som hittats i Autun i Frankrike.

En druid var en lärd man eller kvinna i det antika Gallien, och möjligen även bland andra keltiska folk. Druiderna är framför allt dokumenterade i romersk litteratur, och förefaller ha utgjort en samhällsklass tillsammans med barder, vater och filider. Den exakta relationen mellan dessa titlar är osäker.
De romerska erövrarna bekämpade druiderna och deras religion försvann med tiden. På andra sidan Irländska sjön verkar druiderna ha överlevt, och de kan ha existerat fram till äldre medeltid på Irland. Filider övertogs in i den keltiskt kristna klosterorganisationen, med uppgiften att vidareföra kunskap om historia och litteratur. Barder förekom i Wales fram till 1600-talets början. 
Det finns också nutida druidordnar, men de har inget direkt samband med de gamla keltiska druiderna, utan har sin grund i 1700-talsspekulationer om de gamla keltiska religions- och filosofiformerna. Nydruidismen är erkänd som religion i Storbritannien.

## Etymologi
Ordet sägs komma från indoeuropeiska dru som (enligt Plinius d.ä.) betyder ek. 
"Druiderna utför inget offer utan ett ekblad, så kom deras namn, druider, från ett grekiskt ord dryas, som betyder ek, från denna vana." (Plinius d.ä.) Kopplingen till eken går sannolikt tillbaka till de naturreligioner där träd intog en viktig roll, som Nerthuskulten, vilken också i Norden intog en central roll vid tiden för vår tideräknings början.

## Det historiska materialet
Det påstås att:
- Druiderna var intensivt involverade i politik.
- De ledde offerritualer.
- De spådde i framtiden.
- De hämtade sin energi från det övernaturliga. Genom nyttjandet av samtliga örter, växter och studerade deras "övernaturliga" krafter, i sitt utövande och i sökandet efter bot för sjukdomar.
- Druider var rådgivare åt kungar.
- De var ibland själva kungar.
- Liksom gamla testamentets profeter var de fruktade och hölls i ära, eftersom de hade gudarnas öra.

Klassiska romerska författare framställer druiderna som prominenta medlemmar av det keltiska samhället. Flera av dem, däribland Julius Caesar (det galliska kriget), Strabon, och Plinius berättar utförligt om druider, andra mer flyktigt.
| ”                                    | I hela Gallien finns bara två klasser av män som har en ärofylld rang, den ena är druiderna, och den andra är riddarna. Druiderna ägnar sig åt kulten, ombesörjer offentliga och privata offer, ett stort antal män samlas kring druiderna för att lära sig, och de äras högt av gallerna. De beslutar i alla frågor som uppstår i statliga eller privata tvister. När ett brott begåtts, eller ett mord, arvstvist eller gränsfördrag är omtvistat, fäller druiderna det avgörande utslaget, och utfäster straff och belöningar. Man tror att druidernas lära härstammar från Britannien (kan vara England eller nuv. Bretagne) och dit färdas druiderna för vidare utbildning, i form av verser, vilka de lär sig utantill. De finner det under sin ära, att nedteckna dessa verser, av två orsaker: dels vill de inte att denna kunskap skall komma i orätta händer, dels vill de undvika att en druid förlitar sig på det skrivna och inte på sitt omdöme. Deras totala lärotid är tjugo år, då deltar de inte i krig, och de betalar inte skatt. Kärnan i deras tro är själavandringen, tron på att själen vid döden uppfyller en ny kropp. Eftersom därför rädslan för döden är obefintlig, sporras deras tapperhet i fält. | „ |
| – Julius Caesar, Det galliska kriget | |   |

Själva lämnade de inga skriftliga spår. Det närmaste detta man kan komma är Coligny-kalendern, en ofullständig bronstavla från första århundradet e.Kr. som berättar om "bättre" och "sämre" dagar att utföra vissa saker på.

## Det arkeologiska materialet
Det arkeologiska materialet berättar inte i huvudsak om just druider, utan om präster och kultpersoner i allmänhet. I heliga byggnader, offergravar och prydnader. 

## Druider i fiktion
- I den tecknade serien om gallern Asterix är Miraculix druid i byn där huvudpersonerna bor.
- I spelet Star Stable Online bor Avalon som är en druid i byn Valedale.